# Prostitution i Iran
Prostitution är olagligt i Iran. I praktiken är den dock tolererad och delvis reglerad och förekommer över hela landet

## Historik
Sexhandel nämns i de flesta av Irans historiska epoker. Många sexarbetare var slavar, och det förekom en stor handel med kvinnor som blev konkubiner (sexslavar) i haremen. Under Nassredin Shah regeringstid (1848-1896) beskrev Vali Khan kvinnliga sexarbetare, favahesh, och manliga sexarbetare, amrads. 
Bordeller förekom men det var vanligare att sexarbetare mötte kunder utanför sådana, i fallet manliga sexarbetare mötte de vanligen (manliga) kunder i kaffehus och badhus, och blev ibland omhändertagna som konkubiner hos sina kunder. 
Det fanns även bordeller, även om sådana var mindre vanliga, som godkändes och beskattades av myndigheterna: bordeller där manliga sexarbetare sålde sig kallades amrad khaneh.
På 1920-talet förvisade Reza Shah Pahlav sexhandeln i Teheran till ett specifikt kvarter, Shahr-e No.
Efter den islamiska revolutionen 1979 blev prostitution formellt förbjuden. Bordellkvarteret Shahr-e No i Teheran förstördes i augusti 1980.

## Omfattning
Prostitutionens omfattning i Iran är omdebatterad fråga.